# Carl Naumann
Carl Naumann (ur. 1836, zm. 1908) – niemiecki manager kolejowy.

## Życiorys
Nadano mu tytuł starszego radcy budowlanego. Powierzono mu pełnienie funkcji prezesa Królewskiej Dyrekcji Kolei w Saarbrücken (Königlichen Eisenbahndirektion zu Saarbrücken) (1895-1898), oraz Królewskiej Dyrekcji Kolei w Bydgoszczy (Königlichen Eisenbahndirektion in Bromberg) (1898-1903), skąd przeszedł na emeryturę.